# King of Pop
King of Pop je kompilační album vydané k 50. narozeninám Michaela Jacksona. Album bylo uvolněno v mnoha zemích v rozdílných verzích. Vydání alba začalo 22. srpna 2008 první německou verzí.

## Verze

### Rakousko
Datum vydání: 20. června.
1. "Man in the Mirror"
2. "Smooth Criminal"
3. "Billie Jean"
4. "The Way You Make Me Feel"
5. "Black or White"
6. "Remember the Time"
7. "You Are Not Alone"
8. "Human Nature"
9. "Wanna Be Startin' Somethin'"
10. "They Don't Care About Us"
11. "Dirty Diana"
12. "We've Had Enough"
13. "Give In to Me"
14. "Will You Be There"
15. "Heal the World"
16. "Got the Hots"
17. "ABC"
18. "Can You Feel It"
19. "Say Say Say"
20. "Thriller"
21. "Bad"
22. "Who Is It"
23. "Earth Song"
24. "Beat It"
25. "Rock With You"
26. "I Just Can't Stop Loving You"
27. "We Are the World"
28. "Stranger in Moscow"
29. "You Rock My World"
30. "Scream"
31. "Ghosts"
32. "Thriller Megamix" [2]

### Austrálie
Datum vydání: 20. června 2008.
Disk 1:
1. "Billie Jean"
2. "Man in the Mirror"
3. "Smooth Criminal"
4. "Beat It"
5. "Thriller"
6. "They Don't Care About Us"
7. "Who Is It"
8. "Black or White"
9. "You Rock My World"
10. "Wanna Be Startin' Somethin'"
11. "The Way You Make Me Feel"
12. "Don't Stop 'til You Get Enough"
13. "Dirty Diana"
14. "Blood on the Dance Floor"
15. "Rock With You"
16. "Stranger in Moscow"
17. "Remember the Time"

Disk 2:
1. "Will You Be There"
2. "Give In to Me"
3. "You Are Not Alone"
4. "Say Say Say"
5. "Scream"
6. "State of Shock"
7. "Got the Hots"
8. "You Can't Win"
9. "Fall Again"
10. "Sunset Driver"
11. "Someone Put Your Hand Out"
12. "In the Back"
13. "We Are the World"
14. "One More Chance"
15. "Thriller Megamix" [5]

### Belgie
Datum vydání: 26. července.
1. "Billie Jean"
2. "Beat It"
3. "Bad"
4. "Blood on the Dance Floor"
5. "Say Say Say"
6. "Can You Feel It"
7. "Blame It on the Boogie"
8. "Another Part of Me"
9. "Baby Be Mine"
10. "2 Bad"
11. "Dangerous"
12. "Dirty Diana"
13. "Don't Stop 'til You Get Enough"
14. "Earth Song"
15. "Childhood"
16. "Beautiful Girl"
17. "Come Together"
18. "Butterflies"
19. "Break of Dawn"
20. "Cry"
21. "Heal the World"
22. "Ghosts"
23. "Burn This Disco Out"
24. "Can't Let Her Get Away"
25. "I Just Can't Stop Loving You"
26. "Thriller"
27. "Give in to Me"
28. "HIStory"
29. "Smooth Criminal"
30. "Human Nature"
31. "Remember the Time"
32. "Liberian Girl"
33. "Scream"
34. "D.S."
35. "Girlfriend"
36. "Jam"
37. "Rock With You"
38. "Man in the Mirror"
39. "For All Time"
40. "Don't Walk Away" [7]

### Brazílie
Datum vydání: 17. října.
1. "Billie Jean"
2. "Beat It"
3. "Black or White"
4. "Thriller"
5. "Bad"
6. "The Way You Make Me Feel"
7. "Say Say Say"
8. "Human Nature"
9. "Don't Stop 'til You Get Enough"
10. "Man in the Mirror"
11. "Rock With You"
12. "Heal the World"
13. "You Are Not Alone"
14. "Will You Be There"
15. "Wanna Be Startin' Somethin' 2008"
16. "The Girl Is Mine 2008" [8]

### Finsko
Datum vydání: 1. října.
1. "Billie Jean"
2. "Thriller"
3. "Beat It"
4. "Smooth Criminal"
5. "Bad"
6. "Earth Song"
7. "Black or White"
8. "Dirty Diana"
9. "You Are Not Alone"
10. "I Just Can't Stop Loving You"
11. "Heal the World"
12. "They Don't Care About Us"
13. "Scream"
14. "Man in the Mirror"
15. "Liberian Girl"
16. "Say Say Say"
17. "Don't Stop 'til You Get Enough"
18. "Wanna Be Startin' Somethin'" [9]

### Francie
Datum vydání: 12. prosince - "King of Pop - The French Fans' Selection".
Disk 1
1. "Billie Jean"
2. "Black Or White"
3. "Beat It"
4. "Off The Wall"
5. "Thriller"
6. "Smooth Criminal"
7. "Man In The Mirror"
8. "Remember The Time"
9. "Human Nature"
10. "Ghosts"
11. "Who Is It"
12. "Blood On The Dance Floor"
13. "One More Chance"
14. "Earth Song"
15. "Heal The World"
16. "Say Say Say"
17. "Thriller Megamix"

Disk 2
1. "Don't Stop 'Til You Get Enough"
2. "Bad"
3. "Wanna Be Startin' Somethin'"
4. "Rock With You"
5. "The Way You Make Me Feel"
6. "They Don't Care About Us"
7. "Dirty Diana"
8. "P.Y.T. (Pretty Young Thing)"
9. "You Are Not Alone"
10. "Speechless"
11. "Whatever Happens"
12. "Cry"
13. "Will You Be There"
14. "Workin' Day And Night"
15. "You Rock My World"
16. "Dangerous"
17. "Got The Hots" [10]

#### Deluxe box set
"King of Pop - The French Fans' Selection" - Deluxe Box Set Edition byl vydán v stejný den s 3. bonusovým diskem.
- Disk 3

1. "Carousel"
2. "Rock With You (Original LP Version)"
3. "Stranger In Moscow"
4. "The Girl Is Mine"
5. "The Way You Love Me"
6. "Is It Scary"
7. "Childhood"
8. "Bad (Dance Extended Mix)"
9. "Wanna Be Startin' Somethin' (Extended 12" Mix)"
10. "Billie Jean (Original 12" Version)"
11. "Another Part Of Me (Extended Dance Mix)"
12. "The Way You Make Me Feel (Dance Extended Mix)"
13. "Black or White (The Civilles & Cole House/Club Mix)" [11]

### Německo & Švýcarsko
Datum vydání: 22. srpna.  Německé vydání bylo v stejný den vydáno i ve Švýcarsku.
1. "Billie Jean"
2. "Beat It"
3. "Thriller"
4. "Smooth Criminal"
5. "Bad"
6. "Dirty Diana"
7. "Black or White"
8. "Man in the Mirror"
9. "Earth Song"
10. "Heal The World"
11. "They Don't Care About Us"
12. "Who Is It"
13. "Speechless"
14. "The Way You Make Me Feel"
15. "We've Had Enough"
16. "Remember the Time"
17. "Whatever Happens"
18. "You Are Not Alone"
19. "Say Say Say"
20. "Liberian Girl"
21. "Wanna Be Startin' Somethin'"
22. "Don't Stop 'til You Get Enough"
23. "I Just Can't Stop Loving You"
24. "Give In to Me"
25. "Dangerous"
26. "Will You Be There"
27. "Scream"
28. "You Rock My World"
29. "Stranger in Moscow"
30. "Rock With You"
31. "Got the Hots"
32. "Thriller Megamix" [13]

### Řecko
Datum vydání: 32-skladbová dvou-CD edice 17. listopadu 2008. 
Disk 1:
1. "Billie Jean"
2. "Beat It"
3. "Smooth Criminal"
4. "Bad"
5. "Jam"
6. "Rock With You"
7. "Dirty Diana"
8. "Black Or White"
9. "Scream"
10. "Wanna Be Startin' Somethin'"
11. "Don't Stop 'Til You Get Enough"
12. "In The Closet"
13. "Liberian Girl"
14. "The Girl Is Mine"
15. "Stranger In Moscow"
16. "Blood On The Dance Floor"
17. "Dangerous"

Disk 2:
1. "Thriller"
2. "Off The Wall"
3. "Wanna Be Startin' Somethin' 2008 with Akon"
4. "Can You Feel It"
5. "They Don't Care About Us"
6. "Come Together"
7. "Human Nature"
8. "Earth Song"
9. "You Are Not Alone"
10. "The Way You Make Me Feel"
11. "Remember The Time"
12. "Man In The Mirror"
13. "Ghosts"
14. "Invincible"
15. "Thriller Megamix"

### Hong Kong
Datum vydání: 28. srpna.
1. "Billie Jean"
2. "Bad"
3. "Say Say Say"
4. "Thriller"
5. "Ghosts"
6. "Will You Be There"
7. "Heal the World"
8. "Smooth Criminal"
9. "Jam"
10. "Scream"
11. "I Just Can't Stop Loving You"
12. "Black or White"
13. "They Don't Care About Us"
14. "Come Together"
15. "We Are the World"
16. "Don't Stop 'til You Get Enough"
17. "Beat It"
18. "Dangerous"
19. "Dirty Diana"
20. "You Are Not Alone"
21. "Remember the Time"
22. "The Way You Make Me Feel"
23. "Man in the Mirror"
24. "Earth Song"
25. "She's out of My Life"
26. "The Girl Is Mine"
27. "You Rock My World"
28. "Blood on the Dance Floor"
29. "Wanna Be Startin' Somethin'"
30. "Billie Jean 2008"
31. "Thriller Megamix" [17]

### Maďarsko
Datum vydání: 27. července.
1. "Billie Jean"
2. "Black or White"
3. "Thriller"
4. "Smooth Criminal"
5. "Earth Song"
6. "Bad"
7. "Beat It"
8. "Dirty Diana"
9. "They Don't Care About Us"
10. "Heal the World"
11. "Remember the Time"
12. "Say Say Say"
13. "Dangerous"
14. "Give In to Me"
15. "You Are Not Alone"
16. "Thriller Megamix" [19]

### Itálie
Datum vydání: 3. října - "King of Pop - The Italian Fans' Selection". Je to první kompilace obsahující úplnou verzi "Carousel" ze Speciálního vydání alba Thriller.
1. "Billie Jean"
2. "Black or White"
3. "Man in the Mirror"
4. "Whatever Happens"
5. "Smooth Criminal"
6. "Beat It"
7. "Off the Wall"
8. "We've Had Enough"
9. "Dangerous"
10. "They Don't Care About Us"
11. "Human Nature"
12. "Wanna Be Startin' Somethin'"
13. "Ghosts"
14. "You Rock My World"
15. "Earth Song"
16. "Thriller"
17. "Tabloid Junkie"
18. "Liberian Girl"
19. "Remember the Time"
20. "We Are the World"
21. "Who Is It"
22. "Speechless"
23. "Morphine"
24. "The Way You Make Me Feel"
25. "Bad"
26. "Blood on the Dance Floor"
27. "Rock with You"
28. "Don't Stop 'til You Get Enough"
29. "You Are Not Alone"
30. "Heal the World"
31. "Got The Hots"
32. "Carousel" [20]

### Japonsko
Datum vydání: 24. září v Sony Music Japan.
1. "Billie Jean"
2. "Man in the Mirror"
3. "Smooth Criminal"
4. "Thriller"
5. "Beat It"
6. "Bad"
7. "Black or White"
8. "Heal the World"
9. "Rock With You"
10. "Human Nature"
11. "We Are the World"
12. "Say Say Say"
13. "Scream"
14. "Remember the Time"
15. "Off the Wall"
16. "Ben"
17. "Thriller Megamix" [22]

### Nizozemí
Datum vydání: 22. srpna.
1. "Billie Jean"
2. "Thriller"
3. "Beat It"
4. "Smooth Criminal"
5. "Dirty Diana"
6. "Don't Stop 'til You Get Enough"
7. "Man in the Mirror"
8. "They Don't Care About Us"
9. "Black or White"
10. "Wanna Be Startin' Somethin'"
11. "The Way You Make Me Feel"
12. "Bad"
13. "Earth Song"
14. "Ben"
15. "Heal the World"
16. "Liberian Girl"
17. "Rock With You"
18. "Can You Feel It"
19. "She's out of My Life"
20. "You Are Not Alone"
21. "Stranger in Moscow"
22. "The Girl Is Mine"
23. "Remember the Time"
24. "You Rock My World"
25. "Human Nature"
26. "Give In to Me"
27. "Will You Be There"
28. "Off the Wall"
29. "I'll Be There"
30. "Who Is It"
31. "Blood on the Dance Floor"
32. "Say Say Say"
33. "Blame It on the Boogie"
34. "Ghosts"
35. "Got the Hots" [24]

### Nový Zéland
Datum vydání: 25. srpna.
1. "Billie Jean"
2. "Thriller"
3. "Don't Stop 'til You Get Enough"
4. "Man in the Mirror"
5. "Black or White"
6. "Blame It on the Boogie"
7. "Beat It"
8. "Smooth Criminal"
9. "Bad"
10. "Rock With You"
11. "The Way You Make Me Feel"
12. "Heal the World"
13. "Scream"
14. "Dirty Diana"
15. "Remember the Time"
16. "They Don't Care About Us"
17. "Stranger in Moscow" [26]

### Filipíny
Datum vydání: 28. srpna 2008.
1. "Blame It on the Boogie"
2. "Don't Stop 'til You Get Enough"
3. "Rock With You"
4. "Off the Wall"
5. "She's out of My Life"
6. "The Girl Is Mine"
7. "Thriller"
8. "Beat It"
9. "Billie Jean"
10. "Human Nature"
11. "P.Y.T. (Pretty Young Thing)"
12. "Bad"
13. "The Way You Make Me Feel"
14. "Man in the Mirror"
15. "I Just Can't Stop Loving You"
16. "Smooth Criminal"
17. "In the Closet"
18. "Remember the Time"
19. "Heal the World"
20. "Black or White"
21. "Gone Too Soon"
22. "Dangerous"
23. "Scream"
24. "They Don't Care About Us"
25. "Earth Song"
26. "You Are Not Alone"
27. "Childhood"
28. "Blood on the Dance Floor"
29. "Invincible"
30. "We Are the World"
31. "Wanna Be Startin' Somethin' 2008"
32. "Say Say Say"
33. "Got the Hots"
34. "Thriller Megamix" [28]

### Polsko
Datum vydání: 20. října.
1. "Billie Jean"
2. "Black or White"
3. "Thriller"
4. "Earth Song"
5. "Remember The Time"
6. "Say Say Say"
7. "Blood On The Dance Floor"
8. "Scream"
9. "Who Is It"
10. "Blame It On The Boogie"
11. "Ghosts"
12. "Rock With You"
13. "Heal The World"
14. "Human Nature"
15. "Liberian Girl"
16. "Dangerous"
17. "Smooth Criminal"
18. "Give In To Me"
19. "Beat It"
20. "Man in the Mirror"
21. "They Don't Care About Us"
22. "Can You Feel It"
23. "Dirty Diana"
24. "You Are Not Alone"
25. "Wanna Be Startin' Somethin'"
26. "You Rock My World"
27. "The Way You Make Me Feel"
28. "Stranger In Moscow"
29. "Bad"
30. "Don't Stop 'til You Get Enough"
31. "We Are The World"
32. "Thriller Megamix" [29]

### Jižní Korea
Datum vydání: 11. prosince - "King of Pop - The Korean Limited Edition".
Disk 1
1. "Billie Jean"
2. "Beat It"
3. "Black Or White"
4. "Heal The World"
5. "You Are Not Alone"
6. "Thriller"
7. "Dangerous"
8. "Bad"
9. "We Are The World (Demo)"
10. "Jam"
11. "Man In The Mirror"
12. "The Girl Is Mine (With Paul McCartney)"
13. "Remember The Time"
14. "Smooth Criminal"
15. "The Way You Make Me Feel"
16. "History"

Disk 2
1. "Will You Be There (Radio Edit)"
2. "I Just Can'T Stop Loving You (Feat. Sieddah Garret)"
3. "Rock With You"
4. "Don't Stop 'Til You Get Enough"
5. "Come Together"
6. "Scream (Feat. Janet Jackson)"
7. "Human Nature"
8. "Earth Song"
9. "Dirty Diana"
10. "Wanna Be Startin' Somethin'"
11. "You Rock My World"
12. "She's Out Of My Life"
13. "You Are My Life"
14. "Off The Wall"
15. "Keep The Faith"
16. "Smile"
17. "Who Is It"
18. "Childhood (Theme From Free Willy 2)"[30]

### Španělsko
Datum vydání: 13. ledna 2009 - "King of Pop - Edición Exclusiva España".
1. "Thriller"
2. "Billie Jean"
3. "Bad"
4. "Beat It"
5. "Smooth Criminal"
6. "Black or White"
7. "Man in the Mirror"
8. "The Way You Make Me Feel"
9. "Remember the Time"
10. "Don't Stop 'til You Get Enough"
11. "They Don't Care About Us"
12. "Rock With You"
13. "Blood on the Dance Floor"
14. "Heal the World"
15. "Wanna Be Startin' Somethin'"
16. "Unbreakable"
17. "We Are The World (Demo)" [31]

### Švédsko
Datum vydání: 15. října.
1. "Billie Jean"
2. "Thriller"
3. "Beat It"
4. "Bad"
5. "Black or White"
6. "Smooth Criminal"
7. "The Way You Make Me Feel"
8. "Man in the Mirror"
9. "Don't Stop 'til You Get Enough"
10. "Blame It on the Boogie"
11. "Dirty Diana"
12. "They Don't Care About Us"
13. "The Girl Is Mine"
14. "Heal The World"
15. "We Are the World"
16. "Liberian Girl"
17. "Earth Song"
18. "Can You Feel It"
19. "I Just Can't Stop Loving You"
20. "I'll Be There"
21. "Say Say Say"
22. "Ben"
23. "Shake Your Body (Down to the Ground)"
24. "Got the Hots"
25. "Someone Put Your Hand Out"
26. "On the Line"
27. "State of Shock"
28. "We Are Here to Change the World"
29. "One More Chance"
30. "We've Had Enough"
31. "Wanna Be Startin' Somethin' 2008"
32. "Thriller Megamix" [33]

### Turecko
Datum vydání: 24. listopadu - "King of Pop - The Turkish Collection".
1. "Thriller"
2. "Smooth Criminal"
3. "Billie Jean"
4. "Black or White"
5. "They Don't Care About Us"
6. "Bad"
7. "Remember the Time"
8. "Wanna Be Startin' Somethin'"
9. "In The Closet"
10. "Beat It"
11. "Don't Stop 'til You Get Enough"
12. "Scream"
13. "Who Is It"
14. "The Way You Make Me Feel"
15. "You Rock My World"
16. "You Are Not Alone"
17. "Liberian Girl"
18. "Off the Wall" [34]

### Velká Británie
Datum vydání: 25. srpna. 
1. "Billie Jean"
2. "Bad"
3. "Smooth Criminal"
4. "Thriller"
5. "Black or White"
6. "Beat It"
7. "Wanna Be Startin' Somethin'"
8. "Don’t Stop 'til You Get Enough"
9. "The Way You Make Me Feel"
10. "Rock With You"
11. "You Are Not Alone"
12. "Man in the Mirror"
13. "Remember the Time"
14. "Scream"
15. "You Rock My World"
16. "They Don't Care About Us"
17. "Earth Song" [38]

#### Deluxe box set
Datum vydání: 29. září 2008 jako 3-disková verze.
Disk 1
1. "Billie Jean"
2. "Bad"
3. "Smooth Criminal"
4. "Thriller"
5. "Black or White"
6. "Beat It"
7. "Wanna Be Startin' Somethin'"
8. "Don't Stop 'til You Get Enough"
9. "The Way You Make Me Feel"
10. "Rock With You"
11. "You Are Not Alone"
12. "Man in the Mirror"
13. "Remember the Time"
14. "Scream"
15. "You Rock My World"
16. "They Don't Care About Us"
17. "Earth Song"

Disk 2
1. "Dirty Diana"
2. "Say Say Say"
3. "Off the Wall"
4. "Human Nature"
5. "I Just Can't Stop Loving You"
6. "Heal the World"
7. "Will You Be There"
8. "Stranger in Moscow"
9. "Speechless"
10. "She's out of My Life"
11. "The Girl Is Mine"
12. "Butterflies"
13. "Who Is It"
14. "Ghosts"
15. "Blood on the Dance Floor"
16. "Workin' Day and Night"
17. "HIStory" ^
18. "Give In to Me"

^ - tady je verze "Tony Moran's HIStory Edit", která byla použita i pro videoklip této skladby
Disk 3
1. "Can't Get Outta the Rain"
2. "On the Line"
3. "Someone Put Your Hand Out"
4. "Is It Scary"
5. "Smile"
6. "Billie Jean(Original 12" version)"
7. "Wanna Be Startin' Somethin' (Extended 12" mix)"
8. "Bad (Extended dance mix)"
9. "The Way You Make Me Feel (Extended dance mix)"
10. "Another Part of Me (Extended dance mix)"
11. "Smooth Criminal (Extended dance mix)"
12. "Black or White (Clivilles & Cole house/club mix)"
13. "Thriller Megamix" [39]